# Victor Poke
Allan Victor Poke född 8 januari 1946 i Wynyard, Australien, död 11 februari 2015 i Kew East, Australien, var en australiensisk frälsningsofficer. 
Efter att ha varit chefsekreterare för Brittiska Territoriet utnämndes Poke år 2006 till territoriell ledare för Frälsningsarmén i Sverige och Lettland. Han tillträdde posten 1 november 2006 och från samma datum blev hans fru, Roslyn, ledare för Frälsningsarméns kommunikationsenhet i Sverige och Lettland. 
Makarna Poke lämnade sitt förordnande som ledare för Frälsningsarmén i Sverige och Lettland vid månadsskiftet januari - februari 2011 i och med att de då gick i pension. Victor efterträddes då av tidigare ledaren för Frälsningsarméns arbete i Ukraina, överstelöjtnant Marie Willermark som från och med detta datum även befordrades till kommendör.